# Parafia św. Alberta Chmielowskiego w Ciborzu
Parafia św. Alberta Chmielowskiego w Ciborzu – parafia rzymskokatolicka z siedzibą w Ciborzu, terytorialnie i administracyjnie należąca do diecezji zielonogórsko-gorzowskiej, do dekanatu Świebodzin – Miłosierdzia Bożego, erygowana 1 grudnia 1990. 
W parafii posługują księża diecezjalni. Od 18 sierpnia 2003 roku funkcję proboszcza sprawuje ks. Marek Olszański.